# Lecce (stacja kolejowa)
Lecce (włoski: Stazione di Lecce) – stacja kolejowa w Lecce, w prowincji Lecce, w regionie Apulia, we Włoszech. Znajduje się na linii Adriatica, Martina Franca - Lecce i Lecce - Gallipoli.
Stacja znajduje się na piazzale Oronzo Massari, niedaleko od centrum miasta. Jest zarządzana przez Rete Ferroviaria Italiana, natomiast budynek przez Centostazioni.
Stacja jest obsługiwana przez pociągi Trenitalia i od 13 grudnia 2009 przez Ferrovie del Nord Barese.